# Three Kings (Steinsetzung)

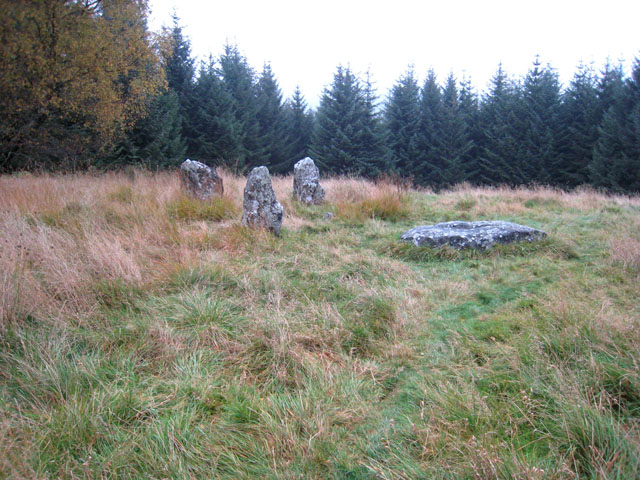
Three Kings

Der Vier-Pfosten-Steinkreis (englisch Four-poster stone circle) Three Kings liegt auf einer breiten Terrasse mit Blick auf den Fluss Rede bei Byrness im Redesdale forest in Northumberland in England.
Der Steinkreis hat 4,2 m Durchmesser und besteht aus vier unregelmäßigen Sandsteinblöcken mit im Durchschnitt 1,4 m Höhe und 0,9 m Breite, von denen einer umgefallen ist. Es wird vermutet, dass die Steine vor Ort abgebaut wurden, da Sandsteinfelsen in unmittelbarer Nähe des Denkmals liegen.
Die Ausgrabung im Jahre 1971 ergab, dass im Inneren ein geplünderter Ring Cairn lag. Wahrscheinlich stammt er aus dem 2. Jahrtausend v. Chr. 
Die Anlage ist seit 1997 Nationaldenkmal (No. 25074). 